# Rio Frio (Bragança)
Rio Frio é uma aldeia do Município de Bragança que foi sede da extinta Freguesia de Rio Frio, freguesia que tinha 33,95 km² de área e 203 habitantes (2011), e, por isso, uma densidade populacional de 6 hab./km².
A Freguesia de Rio Frio foi extinta em 2013, no âmbito de uma reforma administrativa nacional, tendo sido agregada à Freguesia de Milhão, para formar uma nova freguesia denominada União das Freguesias de Rio Frio e Milhão. Da nova freguesia fazem parte as aldeias de Rio Frio, Milhão, Paçó de Rio Frio e Quintas do Vilar permanecendo, pela sua maior centralidade e população, como sede de freguesia.

## Território
Abarcando uma considerável fatia de território na área oriental municipal, Rio Frio situa-se a sudeste da respectiva capital, na direcção dos municípios vizinhos de Vimioso e Miranda do Douro. Recentemente, com a inauguração da A4, unindo Bragança e Quintanilha, Rio Frio beneficiou de algum encurtamento na distância para a capital de distrito (cerca de 13 km), para além do manifesto melhoramento das acessibilidade. O termo da aldeia é delimitado a norte pela aldeia de Milhão, a oeste pelas Quintas do Vilar e pelo Rio Sabor, a este por Quintanilha e a sul pela aldeia de Paçó de Rio Frio. A topografia de tipo planáltico e não especialmente acidentada (a cota máxima ronda os 820 metros, assinalada na colina do Urzedo, ponto mais alto da freguesia).

## História
Esta povoação terá surgido num local denominado Cabeço do Castro, cuja eloquente toponímia havia já suscitado o interesse do Abade de Baçal nas suas “Memórias”, onde terá assentado outrora um presumível povoado fortificado castrejo da Idade do Ferro.
Numa doação a favor do mosteiro de Castro de Avelãs, documentado datado de 1144, menciona-se já a povoação sede de freguesia, então designada “Rivus Frigidus do Monte”.
Cerca de um século depois, nas “Inquirições” de 1258 (ordenadas por D. Afonso III), surge já nomeada a respectiva instituição paroquial, com o nome de “Santa Maria Rivulo Frigido”. No reinado seguinte, e muito concretamente em 1299, D. Dinis ter-lhe-á concedido foral, assumindo o título de vila.
Com a criação do concelho de Outeiro, por 1514 e a mando de D. Manuel I, Rio Frio passaria a integrar essa circunscrição administrativa até à respectiva extinção, com as reformas liberais e no ano de 1853, altura em que a freguesia transitou para o concelho (atual município) de Bragança.

## Habitantes
Os habitantes denominam-se rivofrigidenses, nome que remete para as origens do nome da aldeia. Esta conta com cerca de 200 habitantes, número esse que cresce exponencialmente nos meses de férias, particularmente Agosto, onde se assiste ao regresso de um considerável número de filhos da terra, residentes nos grandes centros urbanos, como Lisboa ou Porto, ou emigrados na Europa Central,em especial em França.

## População
| População da freguesia de Rio Frio | População da freguesia de Rio Frio | População da freguesia de Rio Frio | População da freguesia de Rio Frio | População da freguesia de Rio Frio | População da freguesia de Rio Frio | População da freguesia de Rio Frio | População da freguesia de Rio Frio | População da freguesia de Rio Frio | População da freguesia de Rio Frio | População da freguesia de Rio Frio | População da freguesia de Rio Frio | População da freguesia de Rio Frio | População da freguesia de Rio Frio | População da freguesia de Rio Frio |
| ---------------------------------- | ---------------------------------- | ---------------------------------- | ---------------------------------- | ---------------------------------- | ---------------------------------- | ---------------------------------- | ---------------------------------- | ---------------------------------- | ---------------------------------- | ---------------------------------- | ---------------------------------- | ---------------------------------- | ---------------------------------- | ---------------------------------- |
| 1864                               | 1878                               | 1890                               | 1900                               | 1911                               | 1920                               | 1930                               | 1940                               | 1950                               | 1960                               | 1970                               | 1981                               | 1991                               | 2001                               | 2011                               |
| 660                                | 648                                | 764                                | 813                                | 698                                | 613                                | 667                                | 722                                | 724                                | 663                                | 547                                | 433                                | 341                                | 232                                | 203                                |

## Património
Em termos patrimoniais de índole arquitectónica, Rio Frio conta com uma interessante igreja de singela mas graciosa traça setecentista. Também de graciosa traça possivelmente setecentista é a Capela de N. Sra. ao Pé da Cruz, com confraria instituída em 1734. Quer a tradição que aquele culto tenha ali remota origem, referindo-se até a uma suposta oferta de uma imagem pelo Santo Condestável, que ali terá passado por 1386 em campanha contra as tropas castelhanas, tendo rezado no local onde hoje se erige a capela, prometendo tal recompensa em caso de vitória, o que veio a suceder. A referir ainda a Capela de N. Sra. das Necessidades, erguida no alto de um proeminente outeiro, de onde se desfruta de abrangentes panorâmicas através de um miradouro com o mesmo nome. Tal capela estaria abandonada e degradada, tendo sido recuperada ao longo da década de 90 pelos esforços dos habitantes da aldeia.
A destacar ainda três cruzeiros (Santa Cruz, Espírito Santo e Santo António), localizados em sítios centrais da aldeia e funcionando como centros de convívio e encontro. Do património da aldeia constam ainda diversas fontes (sendo a mais conhecida a Fonte do Olmo) e tanques; a antiga escola primária, abandonada há cerca de uma década; os lavadouros públicos; um Cristo-Rei, localizado no santuário de Nossa Senhora das Necessidades; a Casa do Povo, onde se situa a sede da Junta de Freguesia e o posto médico; e a Sede da Associação Social, Cultural, Recreativa e Desportiva de Rio Frio.

## Actividades Económicas
Agricultura, pecuária, caça, construção civil e pequeno comércio.

## Festas e Romarias
- Nossa Senhora da Assunção - Orago (2.º Domingo de Agosto)
- Santo Estêvão - Festa da mocidade (26 de Dezembro)
- São Roque - Festa da Cabra (2.ª quinzena de Dezembro)
- São Francisco (3.º Domingo de Setembro)
- São João (fim-de-semana próximo a 24 de Junho)
- Nossa Senhora das Dores (Sexta-feira antes do Domingo de Ramos)
- Festa de Nossa Senhora das Necessidades (8 de Setembro).

## Gastronomia
- Enchidos: Botelo com casulas, alheira, chouriço, salpicão, azedo
- Carnes de Caça: Javali, perdiz, coelho, lebre
- Castanha, azeite, batata
- Doçaria: Súplicas e Doces de ovos com amêndoas.
- Vinho tinto, aguardente, jeropiga, ginjinha.